# Eliminator (Band)
Eliminator ist eine US-amerikanische Thrash-Metal-Band aus Edison, New Jersey, die im Oktober 2006 gegründet wurde.

## Geschichte
Die Band wurde im Oktober 2006 in einer Garage von Barbarian und Warchild gegründet. Ihr erstes Demo namens ...Will Kill You veröffentlichten sie im Jahr 2007. Etwas später verließ Barbarian die Band und wurde durch Samus ersetzt. Im August 2007 erschien ein weiteres Demo.
Das Debütalbum Breaking the Wheel erschien im Jahr 2008. Das Cover des Albums wurde von Ed Repka gestaltet. Das Album erschien in Zusammenarbeit zwischen Ukragh Productions und Suffering Jesus Productions. Für Live-Auftritte stießen Gitarrist Scythe und Bassist Igor zur Besetzung. Diese wurden wiederum später durch Gitarrist David Hewson und Bassist Thai Christ ersetzt. Thai Christ verließ jedoch kurze Zeit später die Band wieder und wurde durch Barbarian ersetzt.
Im Jahr 2011 wurden über Obskure Sombre Records die nächsten beiden Alben namens The One They Were Waiting For und And the Brokenhearted Balladeers veröffentlicht.

## Stil
Die Band spielt klassischen Thrash Metal, der mit dem von Bands wie Kreator und Sodom aus Mitte der 1980er-Jahre zu vergleichen ist. Ein weiteres Merkmal ist das extrem schnelle Spiel der Gitarre.

## Diskografie
- 2007: ...Will Kill You (Demo, Eigenveröffentlichung)
- 2007: Eliminator (Demo, Eigenveröffentlichung)
- 2008: Breaking the Wheel (Album, Ukragh Productions / Suffering Jesus Productions / Blood Harvest)
- 2011: The One They Were Waiting For (Album, Obskure Sombre Records / Saucy Airs Records)
- 2011: And the Brokenhearted Balladeers (Album, Obskure Sombre Records / Saucy Airs Records)
- 2012: Dream Thrash (Single, Saucy Airs Records)
- 2012: No Friends No Trends (Demo, Saucy Airs Records)